# Deep Underground Neutrino Experiment
DUNE (Deep Underground Neutrino Experiment) ist ein im Bau befindliches Neutrinoexperiment, das Neutrinos, die durch einen Beschleuniger am Fermilab erzeugt werden, vermessen soll. Das Experiment wird durch das Department of Energy der Vereinigten Staaten (DOE) zusammen mit dem CERN und weiteren internationalen Partnern finanziert. Es ist eines der zentralen Projekte der amerikanischen Strategie für Forschung in der Teilchenphysik.
Die wissenschaftlichen Ziele sind:
- Präzise Vermessung von Neutrinooszillationen, um Hinweise auf die Entstehung des Materie-Antimaterie-Ungleichgewichtes im Universum (Baryonenasymmetrie) zu erhalten.
- Bestimmung der Anordnung der Neutrinomassen auf dem Massenspektrum.
- Suche nach CP-Verletzung bei Leptonen.
- Beobachtung von Neutrinos aus Supernovae, als Frühwarnsystem für optische Astronomie und um die Entstehung von Neutronensternen und schwarzen Löchern besser zu verstehen.[5]
- Beobachtung von Ereignissen des hypothetischen, bisher unbeobachteten, seltenen Protonenzerfalls.

Das DUNE Experiment besteht aus drei Hauptkomponenten, die unterirdisch verbaut sein werden: Die Strahllinie „Long Baseline Neutrino Facility“ (LBNF) zur Erzeugung von Neutrinos durch den Beschleunigerkomplex des Fermilab, ein Nahdetektor ca. 300 m hinter der LBNF und der größere Ferndetektor (far detector) in der 1300 km entfernten Sanford Underground Research Facility (SURF) in South Dakota.
Die Bauarbeiten für DUNE an der SURF begannen offiziell am 21. Juli 2017, die Bauarbeiten für die LBNF 2024. Zwei Prototypen des Ferndetektors wurden am CERN aufgebaut und die ersten Daten wurden im September 2018 aufgezeichnet.

## Kollaboration und Finanzierung
Die DUNE Kollaboration bildet einen internationalen Zusammenschluss der Wissenschaftler und Institute, die das DUNE Experiment durchführen. Während die LBNF hauptsächlich vom DOE finanziert wird, wurde die DUNE Kollaboration 2015 nach dem Vorbild der Kollaborationen der LHC-Experimente gebildet und Unterstützung vom DOE als auch von internationalen Fördereinrichtungen erhalten. Zu den Aufgaben der DUNE Kollaboration gehören die Entwicklung, Bau, Inbetriebnahme und der Betrieb der Nah- und Ferndetektoren und die Durchführung des wissenschaftlichen Programm mit diesen Detektoren.
An der Kollaboration beteiligen sich über 1400 Wissenschaftler von über 200 Instituten aus 35 Ländern inklusive CERN. Sprecher der Kollaboration sind Mary Bishai (Brookhaven National Laboratory) und Sergio Bertolucci (Universität Bologna).

### Finanzierung
Das DUNE Experiment wird überwiegend durch das DOE finanziert, ergänzt durch internationale Beiträge, und durch Bereitstellung von Komponenten und Entwicklungsarbeit, vornehmlich durch die CERN Neutrinoplattform. 2021 wurden die Kosten für den Haushalt der USA auf 3 Mrd. US-Dollar geschätzt, eine Steigerung von 60 % über der ursprünglichen Schätzung. 2022 wurde die Planung dahingehend angepasst, dass die 3 Mrd. US-Dollar nunmehr nur noch für die erste Phase des Projektes reichen sollen.

## Erzeugung der Neutrinos

### Beschleuniger

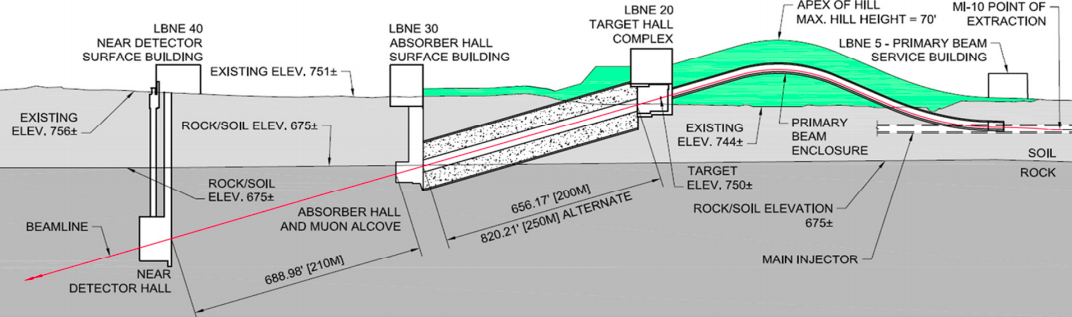
Längsschnitt von LBNF Strahllinie und Nahdetektor

Im DUNE Experiment sollen Neutrinos künstlich mit Teilchenbeschleunigern des Fermilab Beschleunigerkomplexes erzeugt werden. Zunächst werden Protonen in dem PIP-II Linearbeschleuniger mit supraleitenden Kavitäten auf einer Strecke von 215 Metern auf bis zu 800 MeV beschleunigt. Danach werden die Protonen im Booster Ringbeschleuniger auf 8 GeV und anschließend im Main Injector auf 120 GeV beschleunigt. Aus dem Main Injector werden die Protonen nach Erreichen der Zielenergie ausgekoppelt und in eine spezielle Strahllinie, die „Long Baseline Neutrino Facility“ (LBNF), gelenkt, die auf den Hauptdetektor der Sanford Underground Research Facility in South Dakota ausgerichtet ist. In der LBNF trifft der Protonenstrahl auf ein Graphit-Target, aus den entstehenden Teilchen werden geladene Pionen und Kaonen mit speziellen Magneten gefiltert und fokussiert. Die Pionen und Kaonen zerfallen im Tunnel der LBNF überwiegend mittels der schwachen Wechselwirkung zu Myon-Myonneutrino Paaren. Am Ende des Strahlenganges befindet sich ein Absorber, der alle stark und elektromagnetisch wechselwirkenden Teilchen filtert. Die entstandenen Neutrinos, die nur der schwachen Wechselwirkung unterliegen, durchqueren nahezu ungehindert die Erde. Nach 1300 km erreichen sie dann den Hauptdetektor in South Dakota.

### Natürliche Prozesse
Im DUNE Experiment sollen auch Neutrinos aus natürlichen Prozessen beobachtet werden. Neben atmosphärischen und solaren Neutrinos sollen auch extrasolare Neutrinos beobachtet werden. Während der Explosion einer Supernova werden 99 % der gravitativen Bindungsenergie des explodierenden Sterns in Neutrinos umgewandelt, die in einem Zeitfenster von ca. 10 s ausgestoßen werden. Diese Neutrinos sollen dann im Ferndetektor in der SURF beobachtet werden und Rückschlüsse auf die Supernova erlauben.

## Detektoren
Das DUNE Experiment soll mit mehreren Detektoren die Neutrinos aus der LBNF vermessen. Alle DUNE Detektoren basieren auf der Technologie der Spurendriftkammer mit flüssigem Argon (LArTPC, vom englischen „liquid argon time projection chamber“). Da Neutrinos ungeladen sind, werden, wie in der Hochenergiephysik üblich, die Produkte von Wechselwirkungen der Neutrinos im Detektor nachgewiesen. In LArTPCs wird flüssiges Argon verwendet, um Neutrinowechselwirkungen hervorzurufen und geladene Teilchen nachzuweisen.
Neutrinos interagieren mit einer geringen Wahrscheinlichkeit mit dem Kern eines Argonatoms durch die schwache Wechselwirkung. Geladene Teilchen aus den Produkten der Interaktion ionisieren die Argonatome im Detektor und die entstandenen Ladungen werden durch eine außen am Detektor angelegte Hochspannung zu Kathode und Anode beschleunigt. Dort können elektronische Detektoren die Ladungen in elektrische Signale umwandeln, die schließlich ausgelesen werden können. Neben der Ionisation der Argonatome, können auch Photonen aus der Szintillation durch die energetischen Teilchen beobachtet werden.
Abhängig von der Energie, der Interaktion mit dem Argonatom, dem Flavour und der Leptonenzahl des Neutrinos werden unterschiedliche Reaktionen beobachtet, so dass sich Rückschlüsse auf das einfallende Neutrino ziehen lassen.

### Nahdetektor
Der Nahdetektor des DUNE Experimentes wird sich 60 m unter der Erde direkt im Neutrinostrahl der LBNF befinden. Die Hauptaufgabe des Nahdetektors ist die Vermessung des Energiespektrums und der Zusammensetzung des Neutrinostrahls in Flavour (Elektron- oder Myonneutrino) und Leptonenzahl (Neutrino oder Antineutrino). Die genaue Bestimmung der Eigenschaften des Neutrinostrahls nahe seines Ursprungs erlaubt in statistischen Auswertungen eine Reduzierung der systematischen Unsicherheiten des Experimentes und damit einer präziseren Bestimmung der Messgrößen.
Der Nahdetektor soll aus mehreren Modulen mit unterschiedlichen Detektortechnologien bestehen. Diese sollen sich mit unterschiedlichen technologischen Vor- und Nachteilen ergänzen und verschiedene Messungen, wie beispielsweise neben der Strahlachse, durchführen.

### Ferndetektor
Der Ferndetektor wird in der 1300 km entfernten Sanford Underground Research Facility (SURF) in South Dakota in einer Tiefe von 1,5 km unter der Erdoberfläche gebaut. Dort werden vier Kavernen für je ein Detektormodul geschaffen, die mit Gängen verbunden sein werden. Die vier Detektormodule werden mit 66 m Länge deutlich größer als der Nahdetektor sein und jedes Modul wird mit 17 000 t flüssigem Argon gefüllt sein. Die Detektoren werden, wie die Nahdetektoren nach dem Prinzip der LArTPCs betrieben und sollen insgesamt ein für Physikanalysen nutzbares Volumen (engl. „fiducial volume“) von mindestens 40 000 t haben. Zum Vergleich: Der ICARUS Detektor, der 2010 in Betrieb genommen wurde, nutzte 760 t flüssiges Argon.
Es werden zwei Detektortechnologien erprobt:
- Im einphasigen (SP, vom englischen „single phase“) Detektor sind die elektronischen Auslesen mit in das flüssige Argon eingetaucht und die Ionisationsladungen werden nicht verstärkt. Daher darf die Auslese nur sehr wenig Rauschen unterliegen, um ein gutes Signal-Rausch-Verhältnis in den Messungen zu erreichen. Zur Vermessung des Szintillationslichtes sollen Silizium-Photomultipler (SiPMs) zum Einsatz kommen.
- Im zweiphasigen (DP, vom englischen „dual phase“) Detektor befindet sich oberhalb des flüssigen Argons eine Schicht gasförmigen Argons. In dieser Gasschicht werden die Ladungsträger zusätzlich beschleunigt, so dass sie ein größeres Signal verursachen und damit die Auslese weniger anfällig für Rauschen ist. Zur Vermessung des Szintillationslichtes sollen hier Photomultiplier (PMTs) zum Einsatz kommen, die am Boden des Detektors verbaut sein sollen.

## Forschungsprogramm
Die DUNE Kollaboration plant in gleichen Teilen Daten aus Neutrino- und Antineutrinostrahlen aufzuzeichnen. Die erwartete Datenausbeute hängt dabei primär von den drei Faktoren nutzbares Volumen an flüssigem Argon, Leistung des Neutrinostrahls und der Aufzeichnungszeit ab. So ergibt sich beispielsweise mit 40 000 t flüssigem Argon, einen 1,07 MW Neutrinostrahl über sieben Jahre eine Ausbeute von 300 kt MW a. Verzögerungen in der Bereitstellung der 4 Ferndetektoren werden durch eine längere Datennahme oder eine Aufrüstung des Neutrinostrahls kompensiert werden müssen.

### Neutrinomassenspektrum
Durch die Beobachtung von Neutrinooszillationen folgt, dass Neutrinos massebehaftete Teilchen sein müssen, allerdings konnte bisher nur eine obere Schranke der Neutrinomasse (z. B. durch das KATRIN Experiment) bestimmt werden. Bisher bekannt sind Massendifferenzen der Masseneigenzustände des Neutrinos, allerdings nicht die Anordnung auf ihrem Spektrum. Die Sensitivität des DUNE Experimentes soll es ermöglichen die Anordnung auf dem Massenspektrum (auch Massenhierarchie genannt) zu bestimmen.

### Leptonische CP-Verletzung
Das DUNE Experiment wird versuchen durch die Vermessung von Neutrinooszillationen die CP-Verletzung bei Neutrinos zu vermessen. Erstens wird der direkte Vergleich der Oszillationen von {\displaystyle \nu _{\mathrm {\mu } }\rightarrow \nu _{\mathrm {e} }} und dem ladungskonjugierten Prozess  {\displaystyle {\bar {\nu }}_{\mathrm {\mu } }\rightarrow {\bar {\nu }}_{\mathrm {e} }}verwendet um Hinweise auf CP-Verletzung zu finden. Weiterhin soll der Phasenfaktor {\displaystyle \delta _{\textrm {CP}}} der PMNS-Matrix durch Präzisionsmessungen eingeschränkt und genauer bestimmt werden.

### Lebensdauer des Protons
Im Standardmodell der Teilchenphysik gilt die Baryonenzahlerhaltung und daher ist das Proton als leichtestes Baryon stabil. Experimente bestätigen dies, indem sie aus dem Ausbleiben der Beobachtung von Zerfallssignaturen bei einer großen Menge Protonen, eine Mindestlebensdauer berechnen, diese liegt derzeit bei {\displaystyle 10^{30}} Jahren. Es gibt Theorien zur Physik jenseits des Standardmodells, wie zum Beispiel Supersymmetrie und große vereinheitlichte Theorien, die eine geringe Baryonzahlverletzung einführen und einen seltenen Zerfall des Protons voraussagen. Das DUNE Experiment birgt mit seinem großen Detektorvolumen und damit einer großen Zahl an Protonen, umgeben von sensiblen Detektoren, die Möglichkeit entweder sehr seltene Ereignisse von Protonenzerfällen zu beobachten oder bei Abwesenheit solcher Ereignisse eine bessere untere Schranke der Lebensdauer des Protons zu bestimmen. Das DUNE Experiment zielt in seinem Physikprogramm insbesondere auf den hypothetischen Zerfallskanal {\displaystyle p^{+}\rightarrow K^{+}{\bar {\nu }}} ab. Die entstehenden Kaonen sollen durch ihr quasi monoenergetisches Spektrum eine markante Signatur im Detektor hinterlassen.

### Astrophysikalische Neutrinos
Da Neutrinos beinahe ungehindert die Erde durchqueren können, wird DUNE auch Neutrinos aus natürlichen, astrophysikalischen Quellen beobachten. In der finalen Ausbaustufe, wenn der DUNE Ferndetektor auf 40 kt nutzbares Detektorvolumen ausgebaut ist, wird erwartet, dass bei einer Supernova in einer Distanz von 10 kpc ca. 3000 Ereignisse aus Neutrinointeraktionen beobachtet werden müssten. Da die Neutrinos bei einer Supernova in den ersten paar zehn Sekunden ausgestoßen werden, noch Stunden bevor optische Teleskope den Verlauf beobachten können, wird erwartet, dass bei einem geeigneten Ereignis durch die Beobachtung der Neutrinos mehr über den Ablauf einer Supernova erfahren lässt. Die frühe Beobachtung der Neutrinos erlaubt auch, optische Teleskope auf die Supernova auszurichten und damit weitere wertvolle Daten zu sammeln. Auch die Beobachtung von Neutrinos am Ende der Supernova, bei der Entstehung eines Neutronensterns oder eines schwarzen Loches soll weitere Erkenntnisse über diese Prozesse bringen.

## Ergebnisse
In der Phase der Detektorentwicklung und Konzeption des DUNE Experimentes dokumentieren Publikationen die Fortschritte. Die DUNE Kollaboration konnte das erste Mal am 10. Juli 2024 in einem Detektorprototypen ein Beschleunigerneutrino nachweisen und damit die Funktionsfähigkeit der Detektoren zeigen. Derzeit wird erwartet, dass 2028 der erste Ferndetektor im Betrieb sein wird und Ende des Jahrzehnts Daten mit den Neutrinos der LBNF aufgezeichnet werden können.